# Chris Applebaum
Pour les articles homonymes, voir Applebaum.
Chris Applebaum est un réalisateur américain de clips et de publicités. 
Il a notamment réalisé la très populaire publicité pour la chaîne de restauration rapide Carl's Jr avec Paris Hilton.

## Réalisations

### 1993
1. Y'all So Stupid - "Van Full of Pakistans"

### 1994
1. Catherine - "Songs About Girls"
2. Jamal-Ski - "African Border"
3. Ween - "Can't Put My Finger on It"

### 1995
1. Belly - "Now They'll Sleep"
2. Better Than Ezra - "Good"
3. Collective Soul - "Smashing Young Man" (version 1)
4. Possum Dixon - "Emergency's About to End"
5. The Mighty Mighty Bosstones - "Hell of a Hat"

### 1996
1. Cowboy Junkies - "A Common Disaster"
2. Dishwalla - "Counting Blue Cars (Tell Me All Your Thoughts on God)"
3. Letters to Cleo - "Dangerous Type"
4. Superdrag - "Sucked Out"
5. Superdrag - "Destination Ursa Major"

### 1997
1. Freedy Johnston - "On the Way Out"
2. The Mighty Mighty Bosstones - "The Impression That I Get"
3. Fountains of Wayne - "Sink to the Bottom"
4. Luscious Jackson - "Under Your Skin"
5. Size 14 - "Claire Danes Poster"
6. The Mighty Mighty Bosstones - "Royal Oil"

### 1998
1. Everything - "Hooch" (version 2: bank robbery)
2. Lisa Loeb - "Let's Forget About It"
3. Semisonic - "Closing Time"
4. Semisonic - "Singing in My Sleep"

### 1999
1. Soul Coughing - "Circles"
2. Jennifer Paige - "Sober"
3. Lit - "Ziplock"

### 2000
1. Tara MacLean - "If I Fall"
2. Splender - "I Think God Can Explain"
3. Third Eye Blind - "Deep Inside of You"

### 2001
1. Mandy Moore - "Crush"
2. Semisonic - "Over My Head"
3. American Hi-Fi - "Flavor Of The Week"
4. Powderfinger - "My Happiness"
5. Willa Ford featuring Royce da 5'9" - "I Wanna Be Bad"
6. Willa Ford - "Did Ya Understand That?"

### 2002
1. Britney Spears - "I Love Rock 'n' Roll"
2. Britney Spears - "Overprotected" (version 2: Darkchild remix)
3. M2M - "Everything"
4. 3LW - "I Do (Wanna Get Close to You)"
5. LoveHer - "Girlfriend"
6. Nick Carter - "Help Me"
7. Céline Dion - "Goodbye's (The Saddest Word)"
8. Mandy Moore - "Cry"

### 2003
1. Kid Rock - "Feel Like Making Love"
2. Fountains of Wayne - "Stacy's Mom"
3. Jewel - "Stand"
4. American Hi-Fi - "The Art of Losing"
5. Hilary Duff - "So Yesterday"

### 2004
1. Fountains of Wayne - "Mexican Wine"
2. Hanson - "Penny & Me"
3. Jessica Simpson - "Take My Breath Away"
4. Hilary Duff & Haylie Duff - "Our Lips Are Sealed"
5. Hilary Duff - "Fly"

### 2005
1. American Hi-Fi - "The Geeks Get the Girls"
2. Kelly Osbourne - "One Word"
3. Brie Larson - "She Said"
4. Frankie J - "More Than Words"
5. Natasha Bedingfield - "Unwritten"

### 2006
1. 3LW - "Feelin You" featuring Jermaine Dupri
2. Rihanna - "S.O.S." [version 2]
3. Paris Hilton - "Stars Are Blind"
4. Aly & AJ - "Chemicals React"
5. The Pussycat Dolls - "I Don't Need a Man"
6. Vanessa Hudgens - "Come Back to Me"

### 2007
1. Ashley Tisdale - "He Said She Said" (version 1)
2. Vanessa Hudgens - "Say Ok" (version 1)
3. Rihanna - "Umbrella"
4. Aly & AJ - Potential Breakup Song"
5. Mary J. Blige - "Just Fine"

### 2008
1. Mariah Carey - "I'll Be Lovin' U Long Time"
2. Hayden Panettiere - "Wake Up Call"

### 2011
1. Selena Gomez - "Who Says"